# Ivo Auf der Maur
Ivo Auf der Maur OSB (* als Josef Maria Auf der Maur am 14. August 1924 in Steinen SZ; † 15. Januar 2021 in Uznach) war ein Schweizer Missionsbenediktiner und Abt von St. Otmarsberg.

## Leben
Ivo Auf der Maur, erstes von sechs Kindern eines Schreiners aus Steinen SZ, besuchte das Gymnasium des Stifts Einsiedeln. 1944 trat er der Ordensgemeinschaft der Benediktiner in Freiburg bei. Am 11. November 1945 legte er seine Profess in der Erzabtei Sankt Ottilien ab. Nach seiner philosophischen und theologischen Ausbildung in Fribourg und am Päpstlichen Athenaeum Sant’Anselmo in Rom, empfing er am 10. Juli 1949 die Priesterweihe. Nach einem Englischstudium in London war er von 1951 bis 1956 als Missionar und Lehrer in Kigonsera im Distrikt Mbinga in Tansania. Nach einem zweijährigen Doktoratsstudium zum Dr. theol. in Rom war er fünf Jahre im Benedictinum Freiburg tätig. 
1981 wurde Ivo Auf der Maur Prior, von 1982 bis 1999 war er erster Abt der Missionsbenediktiner der Abtei St. Otmarsberg in Uznach, der jüngsten Abtei der Schweiz. 2014 wurden in der Abtei St. Otmarsberg unter Leitung von Notker Wolf, Abtprimas der Benediktiner aus Rom, und Abtpräses Jeremias Schröder aus St. Ottilien sein 65. Priesterjubiläum und sein 90. Geburtstag gefeiert.
Auf der Maur hat zahlreiche Arbeiten und Artikel veröffentlicht, vor allem im Bereich der Missionswissenschaft und Ordensgeschichte sowie zur Wallfahrtsstätte Lourdes.
Abt Ivo starb am 15. Januar 2021 im 97. Lebensjahr in Uznach.

## Schriften (Auswahl)
- Columban von Luxeuil: Mönchsregeln, Eos, St. Ottilien 2007
- Caesarius von Arles: Klosterregeln für Nonnen und Mönche, Eos, St. Ottilien 2008
- Sankt Otmarsberg. Von der Prokura zur Abtei 1919–2007, Eos, St. Ottilien 2009
- Ein Leben mit Lourdes, Eos, St. Ottilien 2013